# シーホース (潜水艦)
シーホース (USS Seahorse, SS-304) は、アメリカ海軍の潜水艦。バラオ級潜水艦の一隻。艦名はタツノオトシゴの英語名に因む。その名を持つ艦としては米英戦争時に使用されたスクーナー以来2隻目。

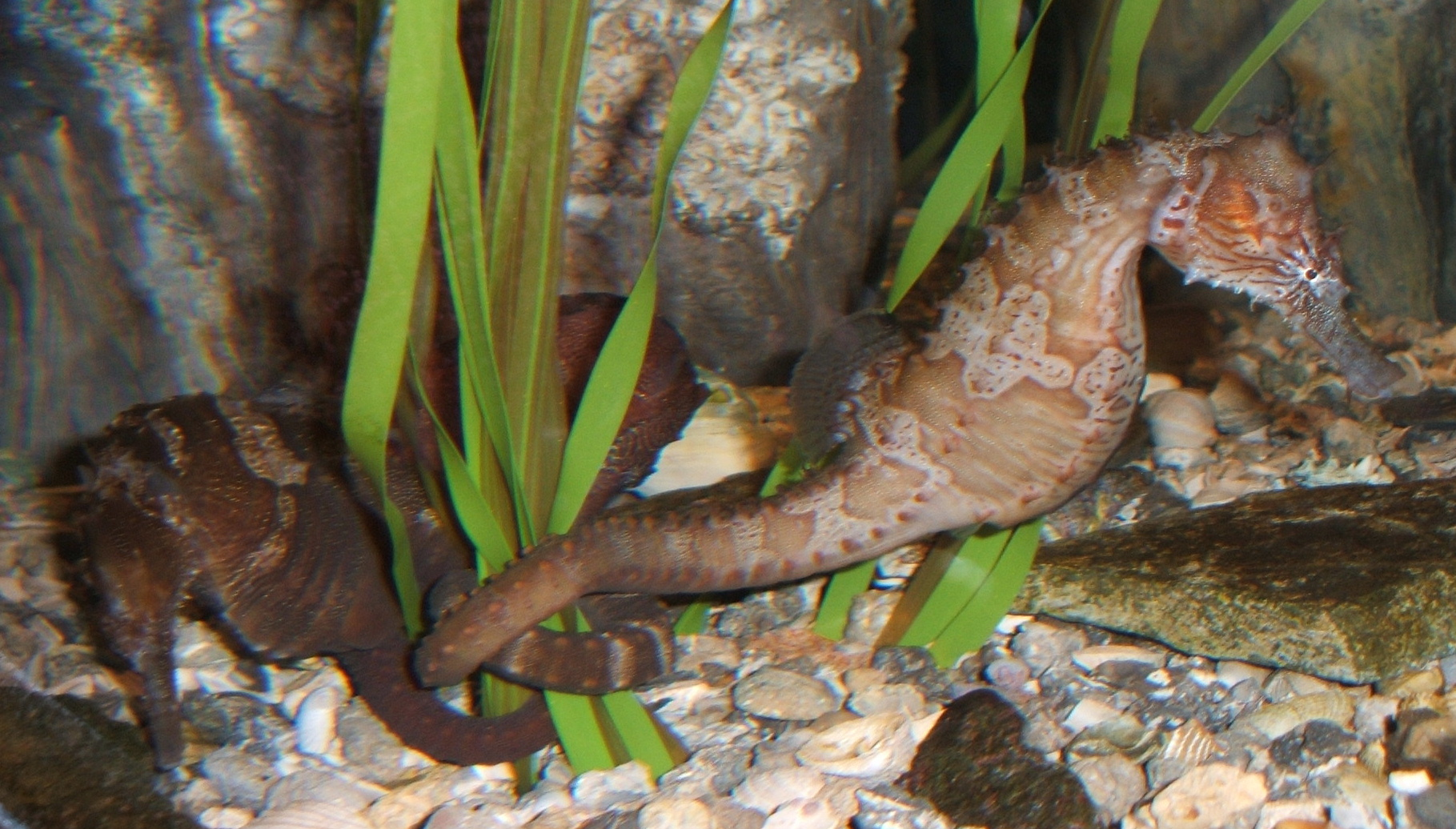
ラインド・シーホース（Lined seahorse）

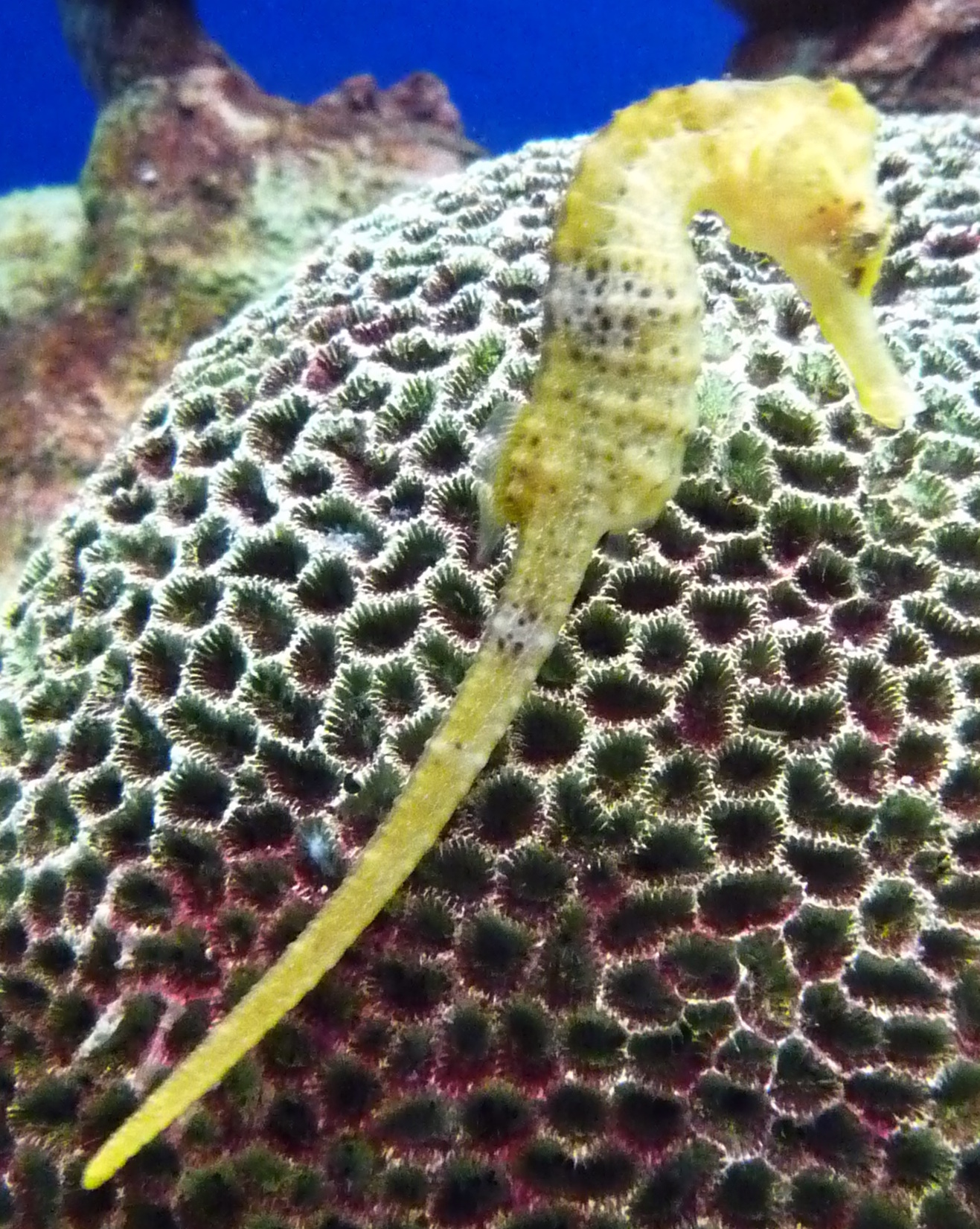
ロングスナウテッド・シーホース（Long-snouted seahorse）

## 艦歴
シーホースは1942年7月1日にカリフォルニア州ヴァレーホのメア・アイランド海軍造船所で起工した。1943年1月9日にチェスター・C・スミス夫人によって命名、進水し、1943年3月31日に艦長ドナルド・マクレガー中佐（アナポリス1926年組）の指揮下就役した。カリフォルニア海岸沿いの整調後、シーホースは真珠湾へ回航された。

### 第1の哨戒 1943年8月 - 9月
1943年8月3日、シーホースは最初の哨戒でパラオ方面に向かった。8月29日の朝、シーホースは日本軍の輸送船団を発見、攻撃位置を確定しようとしたが、護衛の駆逐艦に阻止され、5時間もの間じっとさせられた。
9月6日、シーホースはパラオ西水道付近で、8隻の輸送船からなる3111船団を発見し、うち1隻の輸送船へ3本の雷撃を行った。シーホースは爆雷攻撃を回避するため潜航を行ったが、護衛の駆逐艦「刈萱」からの爆雷がシーホースに効果的なダメージを与えた。空気取り入れ口から激しい浸水が起き、4番魚雷発射管が使用不能となった。幸いなことに、致命的な損傷は負わなかったので哨戒を続け、一週間後には単独で航行中の大型タンカーに対して8本の魚雷を発射するが、戦果は挙げられなかった。9月27日、シーホースは55日間の行動を終えてミッドウェー島に帰投。艦長がスレード・D・カッター（アナポリス1935年組）に代わった。

### 第2の哨戒 1943年10月 - 12月
10月20日、シーホースは2回目の哨戒で東シナ海に向かった。10月29日から31日の間に、水上戦闘により3隻のトロール船と交戦した。
11月2日、種子島と都井岬に挟まれた海域で、佐伯からパラオに向かっていたオ112船団を発見した。このオ112船団には、すでに前日から潜水艦「トリガー (USS Trigger, SS-237) 」が追跡を続けており、2隻は深夜から攻撃を開始した。「トリガー」が「でらごあ丸」（日本郵船、7,148トン）と「八幡丸」（日之出汽船、1,852トン）を撃沈すると、シーホースも護衛艦による攻撃をかいくぐって、4時ごろにうめ丸（栃木汽船。5,859トン）を撃沈し、間髪入れず千早丸（拿捕船/海軍運航、7,087トン、元蘭船チサロア）も撃沈した。このオ112船団は後刻、潜水艦「ハリバット (USS Halibut, SS-232)」の攻撃により、さらに1隻の輸送船を失い、都合5隻の損害を出した。
11月22日、シーホースは北緯33度41分 東経128度55分 / 北緯33.683度 東経128.917度の地点で、3隻の護衛艦をやりすごした後に大洲丸（大同海運、3,323トン）に向けて4本の魚雷を発射し、命中させて撃沈した。11月26日にも五島列島宇久島北西約50キロ地点で221船団を発見し、対馬海峡に入る前に攻撃。11月27日に入った直後、タンカーさんらもん丸（三菱汽船、7,309トン）に向けて魚雷を発射し、1本が命中したが沈没する気配を見せなかったため、シーホースは約1時間後に再度攻撃。この2回目の攻撃で「さんらもん丸」は大爆発を起こし、沈没した。
その後、11月30日から12月1日にかけても輸送船団を発見して攻撃し、4,800トンの貨物船の撃沈を報じたが、実際には魚雷が早期爆発を起こしたこともあって戦果は挙げられなかった。シーホースはこの攻撃で、全ての魚雷を使い果たした。12月12日、シーホースは53日間の行動を終えて真珠湾に帰投した。

### 第3の哨戒 1944年1月 - 2月
1944年1月6日、シーホースは3回目の哨戒でパラオ諸島方面に向かった。
1月16日、シーホースは北緯12度48分 東経150度18分 / 北緯12.800度 東経150.300度のマリアナ諸島近海で、4隻の護衛艦をかわした後に日光丸（大洋興業、784トン）に向けて魚雷を発射し、3本命中させて撃沈した。その後、シーホースはパラオの南東海域に下り哨戒した。
1月21日、シーホースは北緯03度25分 東経137度06分 / 北緯3.417度 東経137.100度の地点で、折からの悪天候をついてホーランジアに向かう輸送船団を発見した。シーホースは日が暮れてから攻撃し、生駒丸（日本郵船、3,156トン）、やすくに丸（浜根汽船、3,025トン）を撃沈した。この輸送船団には撃沈された2隻以外に輸送船はなく、護衛艦を残して船団は消滅した。
その後も周辺海域で哨戒を続け、1月28日にもラバウル行きの ン805船団を発見した。シーホースは護衛艦と上空の航空機の妨害を排除しつつ80時間に及ぶ追跡の末、1月31日未明になって東晃丸（岡田商船、2,747トン）に向けて魚雷を3本発射。うち2本が命中してこれを撃沈した。シーホースはなおも ン805船団を追跡し、翌2月1日にも攻撃。別の目標に魚雷を発射したが、これは命中しなかった。続いて藤影丸（山本汽船、4,004トン）に向けて最後に残った2本の魚雷を発射した後、深深度潜航で護衛艦の反撃から逃れた。魚雷は「藤影丸」に命中して撃沈し、攻撃終了後にシーホースは浮上して戦果を確認した。2月16日、シーホースは41日間の行動を終えて真珠湾に帰投した。

### 第4の哨戒 1944年3月 - 5月
3月16日、シーホースは4回目の哨戒でマリアナ諸島方面に向かった。
4月8日、シーホースは北緯13度16分 東経145度11分 / 北緯13.267度 東経145.183度の地点でメレヨンへ向かう輸送船団を発見。夕刻に新玉丸（玉井商船、6,783トン）を大破させ、即座に次の目標に向けて魚雷を発射。2回目の攻撃で木津川丸（東洋海運、1,915トン）を大破させた。行動不能となった「新玉丸」は漂流の末グアム島太郎湾外に座礁し放棄。同じく行動不能になった「木津川丸」は駆逐艦水無月の曳航でグアムに到着。修理を受けるも空襲で遅れた末、サイパンの戦いの勃発によりグアムにも米軍が来襲する可能性が大きかったため、6月27日に拿捕を防ぐべく海没処分となった。
護衛艦の反撃から逃れた翌4月9日、シーホースはマリアナ諸島やパラオ方面に向かっていた東松4号船団を発見。16時25分にサイパン島西北西100キロ地点で美作丸（日本郵船、4,667トン）に向けて魚雷を発射し、命中させて撃沈した。4月20日には、サイパン島西方で潜水艦と思しき艦艇を撃沈した。一週間後の4月27日には、北緯14度46分 東経143度22分 / 北緯14.767度 東経143.367度の地点で秋川丸（川崎汽船、5,244トン）を撃沈した。シーホースは5月7日にミルン湾に寄港。5月11日、シーホースは56日間の行動を終えてブリスベンに帰投した。

### 第5、第6の哨戒 1944年6月 - 11月
6月3日、シーホースは5回目の哨戒でルソン海峡方面に向かった。フィリピンの東側を通って担当海域に向かったが、この頃、マリアナ諸島に対するアメリカ軍の反攻作戦が行われつつあった。複数の他の潜水艦の報告によって確認された、フィリピン南西部のタウィタウィ在泊中の日本海軍の機動部隊の動向はアメリカ軍の注目の的であり、シーホースが航行中の海域にも艦隊が出現する可能性は十分あった。
6月15日18時45分、北緯09度30分 東経128度49分 / 北緯9.500度 東経128.817度のスリガオ海峡東方200海里沖を北上中だったシーホースの見張り員は、水平線上に煙を発見した。これは、第3次渾作戦を打ち切って、小沢治三郎中将率いる機動部隊に合流せんと航行中の戦艦「大和」「武蔵」、重巡「妙高」「羽黒」以下の艦隊であった。シーホースはただちに浮上して、20ノットの速度で艦隊を追跡した。ところが、艦隊までの距離が17,000メートルにまで接近した23時ごろ、シーホースの主電動機1基がスパークを起こしてダウンし、シーホースは直ちに速力を14ノットに落とさなければならなかった。その結果、艦隊との距離は広がっていき、いつしか見えなくなった。それでも、翌6月16日3時に「日本艦隊発見」を司令部に通報したが、ジャミングを受けた。
その後、シーホースは担当海域に到着。6月27日早朝には北緯21度10分 東経120度31分 / 北緯21.167度 東経120.517度の台湾南方でマタ23船団を発見し、タンカーめだん丸（三菱汽船、5,135トン）を撃沈した。7月3日にも、香港南方で日東丸（東亜海運、2,186トン）、第二十八共同丸（東亜海運、1,518トン）、暁勇丸（拿捕船/東亜海運委託、2,232トン/元英船ジョアン・モラー）の3隻の輸送船を立て続けに撃沈。シーホースは、この攻撃で魚雷を使い切った。7月19日、シーホースは47日間の行動を終えて真珠湾に帰投。艦長がチャールズ・W・ウィルキンス（アナポリス1924年組）に代わった。
8月21日、シーホースは6回目の哨戒でルソン海峡方面に向かった。パラオ、フィリピン方面を攻撃する第38任務部隊（マーク・ミッチャー中将）に対する支援に従事した後、担当海域に到着。
10月6日、シーホースは北緯19度48分 東経118度22分 / 北緯19.800度 東経118.367度の地点でヒ77船団を発見し、ウルフパックの僚艦ホエール (USS Whale, SS-239)とともに攻撃。ホエールがタンカー「あかね丸」（石原汽船、10,241トン）を撃沈し、シーホースは第21号海防艦を撃沈した。
その後、再び第38任務部隊に対する支援に従事。11月1日、シーホースは71日間の行動を終えて真珠湾に帰投。メア・アイランド海軍造船所に回航されてオーバーホールに入った。この間に、艦長がハリー・H・グリアー・ジュニア（アナポリス1934年組）に代わった。オーバーホールは1945年2月10日に終わり、2月18日に真珠湾に到着した。

### 第7、第8の哨戒 1945年3月 - 8月
3月9日、シーホースは7回目の哨戒で日本近海に向かった。この時のシーホースには、敷設された機雷も探知できるFMソナーが装備されており、対馬海峡、九州西部方面における試験実施も兼ねていた。3月29日から4月1日にかけて試験を実施した後、通常の哨戒を続けた。4月8日、シーホースは砲撃でジャンクを撃沈した。
4月18日早朝、シーホースは北緯33度42分 東経128度36分 / 北緯33.700度 東経128.600度の済州島南東海域を浮上航行中、第132号海防艦に発見され射撃を受けた。シーホースは直ちに潜航。「第132号海防艦」は6時15分に水深100メートル付近にいたシーホースを目標に爆雷を投下。その後、第14号海防艦と第16号海防艦が現場に到着し攻撃を開始。シーホースは爆雷の爆発により下部に飛ばされ、艦内のグラスが割れた。また、機材は落下して強打し、水圧設備の潤滑油が漏れだした。レーダー基部や魚雷発射用コンピュータも破壊され、おまけに備砲も機銃もことごとく故障し、もはや哨戒をこれ以上続けることは不可能となった。乗組員は応急修理を行い、シーホースは引き返し始めた。4月27日、シーホースは46日間の行動を終えてグアムアプラ港に帰投。シーホースはひどい損傷を受けていたがFMソナーにはあまり損傷がなく、FMソナーは潜水艦シードッグ (USS Sea Dog, SS-401)に移設された。その後、シーホースは真珠湾に回航されて修理を受けた。
7月12日、シーホースは8回目の哨戒で日本近海に向かった。8月15日の終戦時、シーホースは八丈島南東40マイルの海上にあった。シーホースは終戦の報を受け、引き返した。8月22日、シーホースは38日間の行動を終えてミッドウェー島に帰投した。
シーホースは第二次世界大戦の戦功で9個の従軍星章を受章した。

### 戦後
シーホースはメア・アイランド海軍造船所に向かい、1946年3月2日に同地で退役し太平洋予備役艦隊入りし、不活性化状態のまま保管される。1962年11月6日に AGSS-304 （実験潜水艦）に艦種変更され、1967年3月1日に除籍、1968年12月14日にオレゴン州ポートランドのジデル・エクスプロレーション社にスクラップとして売却された。